# لقاح كوفيد-19

نسبة السكان الذين تم تطعيمهم بالكامل ضد فيروس كوفيد-19

لقاح كوفيد-19، منتج من منتجات التكنولوجيا الحيوية يهدف إلى توفير المناعة المكتسبة ضد مرض فيروس كورونا 2019 (كوفيد-19). حتى سبتمبر 2020، تواجد 321 لقاحًا مرشحًا قيد التطوير، بزيادة تقدر بضعفين ونصف منذ أبريل، لم ينهِ أي مرشح منهم التجارب السريرية لإثبات سلامته وفعاليته. في سبتمبر، خضع نحو 39 لقاحًا مرشحًا للأبحاث السريرية، وكان 33 منها في تجارب المرحلة الأولى والثانية، و6 منها في تجارب المرحلة الثانية والثالثة.
قدم العمل السابق لتطوير لقاح ضد أمراض الفيروس التاجي مثل المتلازمة التنفسية الحادة الشديدة ومتلازمة الشرق الأوسط التنفسية، معرفة كبيرة حول بنية ووظيفة الفيروسات التاجية، ما زاد من وتيرة التطور السريع لمنصات التكنولوجيا المتنوعة الهادفة لإنتاج لقاح كوفيد-19 في أوائل عام 2020.

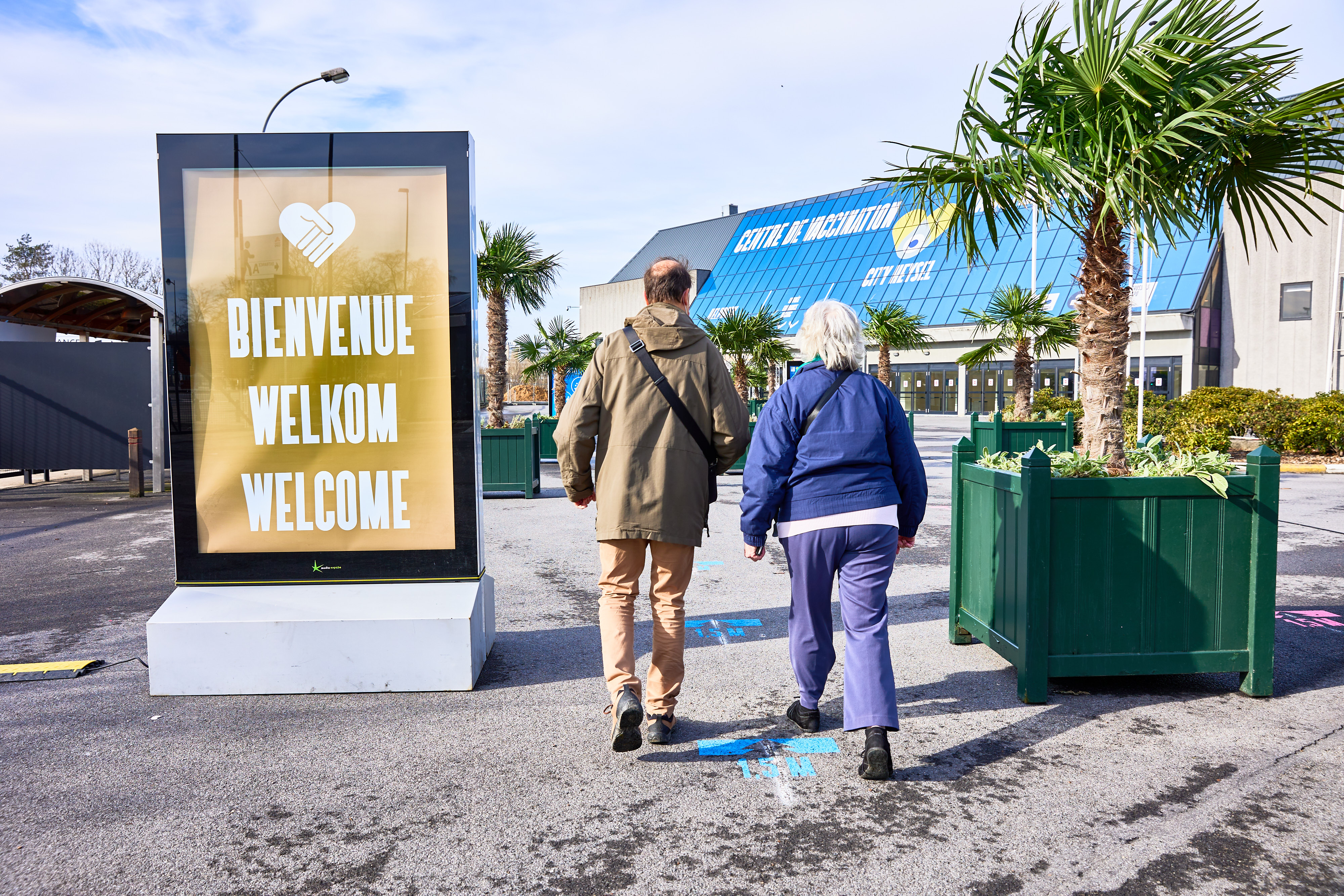
مركز تطعيم ببروكسل، بلجيكا

خصصت منظمة الصحة العالمية (دبليو إتش أو)، وتحالف ابتكارات التأهب الوبائي (سيبي)، ومؤسسة غيتس الأموال والموارد التنظيمية في حال ظهرت حاجة إلى عدة لقاحات لمنع استمرار عدوى كوفيد-19. أشار تحالف ابتكارات التأهب الوبائي، الذي نظم صندوقًا عالميًا بقيمة مليارَي دولار أمريكي للاستثمار السريع وتطوير اللقاحات المرشحة، في سبتمبر إلى أن البيانات السريرية لدعم الترخيص قد تكون متوافرة بحلول نهاية عام 2020. في 4 مايو 2020، نظمت منظمة الصحة العالمية لقاءً عبر الهاتف تلقت فيه 8.1 مليار دولار أمريكي من أربعين دولة لدعم التطوير السريع للقاحات للوقاية من عدوى كوفيد-19. في الوقت نفسه، أعلنت منظمة الصحة العالمية أيضًا عن نشر «تجربة تكافل» عالمية بهدف التقييم المتزامن للعديد من اللقاحات المرشحة الواصلة إلى المرحلة الثانية والثالثة من التجارب السريرية.

## موجز وتاريخ

### المتلازمة التنفسية الحادة الشديدة ومتلازمة الشرق الأوسط التنفسية
أُنتِجت لقاحات ضد العديد من الأمراض الحيوانية التي تسببها فيروسات كورونا، منها فيروس التهاب الشعب الهوائية المعدي عند الطيور في عام 2003، وفيروس كورونا الكلاب، وفيروس كورونا القطط. استهدفت المشاريع السابقة لتطوير لقاحات لفيروسات عائلة كورونا التي تصيب البشر علاج المتلازمة التنفسية الحادة الشديدة (سارس) ومتلازمة الشرق الأوسط التنفسية (ميرس). اختبرت لقاحات المتلازمة التنفسية الحادة الشديدة ومتلازمة الشرق الأوسط التنفسية على الحيوانات غير البشرية.
وفقًا للدراسات المنشورة في عامي 2005 و2006، اعتُبر التوصل إلى لقاحات وأدوية جديدة لعلاج السارس وتطويرها أولوية للحكومات ووكالات الصحة العامة في جميع أنحاء العالم آنذاك. حتى عام 2020، لم يتوصل العلم إلى علاج أو لقاح وقائي آمن وفعال ضد السارس لدى البشر.
لا يتواجد أيضًا أي لقاح مثبت الفعالية ضد متلازمة الشرق الأوسط التنفسية. حين انتشرت المتلازمة، كان يُعتقد أن أبحاث السارس قد توفر نموذجًا مفيدًا لتطوير لقاحات وعلاجات ضد عدوى ميرس-كوف. حتى مارس 2020، أنهى لقاح واحد (معتمد على الحمض النووي) لمتلازمة الشرق الأوسط التنفسية المرحلة الأولى من التجارب السريرية على البشر، وتواجدت ثلاثة لقاحات أخرى قيد التطوير، كلها لقاحات فيروسية: اثنان من لقاحات الفيروسات الغدية (ChAdOx1-MERS, BVRS-GamVac)، وواحد آخر موجه ضد المتلازمة (MVA-MERS-S).

### تطوير لقاح كوفيد-19 في عام 2020
لم يطور لقاح ضد أي مرض معدي من قبل في أقل من عدة سنوات، ولا يتواجد لقاح للوقاية من عدوى فيروس كورونا لدى البشر. بعد اكتشاف فيروس كورونا في ديسمبر 2019، نُشر التسلسل الجيني لكوفيد-19 في 11 يناير 2020، ما ولّد استجابة دولية عاجلة للاستعداد لتفشي المرض وتسريع تطوير لقاح وقائي.
في فبراير 2020، قالت منظمة الصحة العالمية (دبليو إتش أو) إنها لا تتوقع أن يتوافر لقاح ضد فيروس كورونا 2 (سارس-كوف-2) المرتبط بالمتلازمة التنفسية الحادة الشديدة، في أقل من 18 شهرًا. حفّز معدل الإصابة السريع بكوفيد-19 في جميع أنحاء العالم في بداية عام 2020، التحالفات الدولية والجهود الحكومية لتنظيم الموارد تنظيمًا طارئًا من أجل صنع لقاحات عديدة في جداول زمنية مختصرة، ودخلت أربعة لقاحات مرشحة مرحلة التقييم البشري في مارس.
في أبريل 2020، قدرت منظمة الصحة العالمية التكلفة الإجمالية لتطوير مجموعة من ثلاثة لقاحات أو أكثر ذات تقنيات وتوزيعات مختلفة بنحو 8 مليارات دولار. بحلول أبريل 2020، شارك «ما يقارب 80 شركة ومعهدًا في 19 دولة» في حمى الذهب الافتراضية هذه. في أبريل أيضًا، قدر تحالف ابتكارات التأهب الوبائي أنه يجب على التحالفات الدولية اختيار ما يصل إلى ستة من اللقاحات المرشحة ضد كوفيد-19 لتدخل تجارب المرحلة الثانية والثالثة، ثم انتقاء ثلاثة عبر التأكد من التنظيم والجودة لتحصل على الترخيص النهائي بتكلفة إجمالية لا تقل عن ملياري دولار أمريكي. يقدر تحليل آخر وجود حاجة إلى تطوير 10 لقاحات مرشحة تطويرًا أوليًا متزامنًا، قبل اختيار قلة قليلة لتسلك الطريق الأخير نحو الترخيص.
في يوليو 2020، زعمت منظمات الاستخبارات والأمن الأنجلو-أمريكية التابعة للحكومات والقوات المسلحة المعنية، مثل المركز القومي للأمن السيبراني في المملكة المتحدة، بالإضافة إلى وكالة أمن الاتصالات الكندية، ووكالة الأمن السيبراني وأمن البنية التحتية التابعة لوزارة الأمن الداخلي الأمريكية، ووكالة الأمن القومي الأمريكية (إن إس أيه) أن القراصنة الروس المدعومين من قبل الحكومة الروسية يحاولون سرقة علاج كوفيد-19 وأبحاث اللقاح من المؤسسات الأكاديمية والصيدلانية في بلدان أخرى؛ في حين نفت روسيا هذه المزاعم.

## التطوير العالمي
خلال 2020، كانت التغيرات الكبيرة في الجهود الكلية المبذولة لتطوير لقاحات كوفيد-19 منذ بداية العام على شكل عدد متزايد من الأعمال التعاونية بين شركات صناعة الأدوية متعدد الجنسيات والحكومات الوطنية والتنوع والعدد المتزايد لشركات التكنولوجيا الحيوية في العديد من البلدان التي تركز على لقاح كوفيد-19.

### المنظمات الدولية
شكلت المنظمات تحالفات دولية للإسراع في تطوير اللقاح والاستعداد لتوزيعه بما في ذلك منظمة الصحة العالمية التي سهلت هذا التعاون والبحث المُسرَّع والتواصل الدولي على نطاق لم يشهد التاريخ مثيلًا له، بدءًا من جمع 8.1 مليار دولار أمريكي من الوعود في بداية مايو. طبقت منظمة الصحة العالمية أيضًا برنامجًا للوصول إلى أدوات كوفيد-19 (كوفاكس) من أجل تنسيق التطوير العالمي للقاح بالتعاون مع التحالف العالمي للقاح والتحصين وتحالف ابتكارات التأهب الوبائي. في يوليو، أعلنت منظمة الصحة العالمية أن 165 دولة، تمثل ما يصل إلى 60% من سكان العالم، قد وافقت على خطة كوفاكس لمنظمة الصحة العالمية من أجل التوزيع العادل والمنصف للقاح مرخص في نهاية المطاف مما يضمن حصول كل دولة مشاركة على حصة مضمونة من الجرعات لتمنيع 20% من السكان الأكثر ضعفًا بحلول نهاية 2021. يهدف برنامج كوفاكس إلى تسريع تطوير وتصنيع لقاحات كوفيد-19 وضمان توفير اللقاحات المرخصة بشكل عادل لجميع الدول.
يعمل تحالف ابتكارات التأهب الوبائي مع السلطات الصحية الدولية ومطوري اللقاحات لتأمين تمويل آخر بقيمة ملياري دولار أمريكي في شراكة عالمية بين المنظمات العامة والخاصة والخيرية ومنظمات المجتمع المدني من أجل البحث السريع والاختبار السريري على ثمانية لقاحات مرشحة، ويتمثل هدف 2020 - 2021 بدعم عدة لقاحات مرشحة من أجل التطوير الكامل وحتى الحصول على الترخيص. كانت المملكة المتحدة، وكندا، وبلجيكا، والنرويج، وسويسرا، وألمانيا، وهولندا، قد تبرعت بالفعل بمبلغ 915 مليون دولار أمريكي لتحالف ابتكارات التأهب الوبائي بحلول أوائل مايو. تبرعت مؤسسة بيل وميليندا غيتس (مؤسسة غيتس)، وهي منظمة خيرية خاصة مُكرَّسة لأبحاث اللقاحات وتوزيعها، بمبلغ 250 مليون دولار أمريكي لدعم تحالف ابتكارات التأهب الوبائي من أجل البحث والدعم التعليمي العام حول لقاحات كوفيد-19.
يعمل التعاون البحثي العالمي للتأهب للأمراض المعدية عن كثب مع منظمة الصحة العالمية والدول الأعضاء لتحديد أولويات تمويل الأبحاث النوعية اللازمة للقاح كوفيد-19، والتنسيق بين منظمات التمويل والبحث الدولية للحفاظ على المعلومات مُحدَّثة حول تقدم اللقاح وتجنب ازدواجية التمويل. يُنظِّم الاتحاد الدولي للعدوى التنفسية الحادة الشديدة والعدوى الناشئة وينشر المعلومات السريرية حول أبحاث كوفيد-19 لإبلاغ سياسة الصحة العامة حول توزيع اللقاح في نهاية المطاف.
في 4 يونيو، نُسِّقت قمة افتراضية من لندن بالمملكة المتحدة بين ممثلي القطاعين الخاص والحكومي في 52 دولة، كان من بينهم 35 رئيس دولة من مجموعة الدول الصناعية السبع ومجموعة العشرين، لجمع 8.8 مليار دولار أمريكي من أجل دعم التحالف العالمي للقاح والتحصين لتجهيز لقاحات كوفيد-19 لنحو 300 مليون طفل في البلدان النامية حتى عام 2025. بلغت المساهمات الرئيسية 1.6 مليار دولار أمريكي من مؤسسة جيتس، و330 مليون جنيه إسترليني سنويًا لأكثر من خمس سنوات من حكومة المملكة المتحدة (نحو 2.1 مليار دولار أمريكي في يونيو 2020).

### الحكومات الوطنية
شملت الحكومات الوطنية التي خصصت مواردًا للاستثمارات الوطنية أو الدولية في أبحاث اللقاحات وتطويرها وتصنيعها بدءًا من عام 2020: الحكومة الكندية التي أعلنت عن تمويل بقيمة 275 مليون دولار كندي لـ 96 مشروعًا لأبحاث اللقاح في الشركات والجامعات الكندية، مع خطط لإنشاء «بنك لقاحات» للعديد من اللقاحات الجديدة التي يمكن استخدامها في حالة حدوث تفشي آخر لفيروس كورونا. أٌضيف استثمار آخر بقيمة 1.1 مليار دولار كندي لدعم التجارب السريرية في كندا وتطوير سلاسل تصنيع اللقاحات والإمداد بها. في 4 مايو، خصصت الحكومة الكندية 850 مليون دولار كندي لجهود البث المباشر الذي تقوم به منظمة الصحة العالمية من أجل جمع 8 مليارات دولار أمريكي للقاحات كوفيد-19.
في الصين، تقدم الحكومة قروضًا منخفضة الفائدة لشركة تطوير لقاحات من خلال بنكها المركزي، وقد «أتاحت أرضًا للشركة بسرعة» من أجل بناء مصانع إنتاج. اعتبارًا من يونيو 2020، طورت منظمات صينية ستة من أصل أحد عشر لقاحًا مرشحًا لكوفيد-19 قد وصلت إلى مرحلة مبكرة من الاختبارات على البشر. تدعم الحكومة الصينية ثلاث شركات لقاحات ومعاهد بحثية من أجل تمويل الأبحاث وإجراء التجارب السريرية وتصنيع أفضل اللقاحات المرشحة الواعدة، مع إعطاء الأولوية للأدلة السريعة حول الفعالية على السلامة. في 18 مايو، تعهدت الصين بملياري دولار أمريكي لدعم الجهود الشاملة التي تبذلها منظمة الصحة العالمية في برامج مكافحة كوفيد-19. في 22 يوليو، أعلنت الصين أيضًا أنها تخطط لتقديم قرض بقيمة مليار دولار أمريكي لجعل لقاحها متاحًا لبلدان أمريكا اللاتينية ومنطقة البحر الكاريبي. في 24 أغسطس، أعلنت الصين أنها ستمنح خمس دول جنوب شرق آسيوية: كمبوديا، ولاوس، وميانمار، وتايلاند، وفيتنام، أولوية الحصول على اللقاح بمجرد تطويره بالكامل.
من بين دول الاتحاد الأوروبي، أعلنت فرنسا عن استثمار بقيمة 4.9 مليون دولار أمريكي في اتحاد أبحاث لقاح كوفيد-19 من خلال تحالف ابتكارات التأهب الوبائي الذي يشمل معهد باستور وشركة ثميس بيوساينس (فيينا، النمسا)، وجامعة بيتسبرغ، مما رفع إجمالي استثمارات تحالف ابتكارات التأهب الوبائي في تطوير لقاح كوفيد-19 إلى 480 مليون دولار أمريكي بحلول مايو. في مارس، استثمرت المفوضية الأوروبية 80 مليون يورو في شركة كيورفاك، وهي شركة ألمانية للتكنولوجيا الحيوية، من أجل تطوير لقاح حمض نووي ريبوزي رسول. أعلنت الحكومة الألمانية عن استثمار منفصل بقيمة 300 مليون يورو في شركة كيورفاك في يونيو. كانت بلجيكا والنرويج وسويسرا وألمانيا وهولندا من المساهمين الرئيسيين في جهود تحالف ابتكارات التأهب الوبائي فيما يخص أبحاث لقاح كوفيد-19 في أوروبا.
في أبريل، شكلت حكومة المملكة المتحدة فريق عمل لقاح كوفيد-19 من أجل تحفيز الجهود البريطانية لتطوير لقاح بسرعة من خلال التعاون بين الصناعة، والجامعات، والوكالات الحكومية، حول أخبار تطوير اللقاح، بما في ذلك وضع التجارب السريرية في مستشفيات المملكة المتحدة، واللوائح للموافقة عليها، والتصنيع في نهاية المطاف. مُوِّلت مبادرات تطوير اللقاح في جامعة أكسفورد وكلية لندن الإمبراطورية بمبلغ 44 مليون جنيه إسترليني في أبريل.
أعلنت هيئة للبحث والتطوير الطبي الحيوي المتقدم التابعة للولايات المتحدة، وهي وكالة فيدرالية تموّل تكنولوجيا مكافحة الأمراض، عن استثمارات تقارب مليار دولار أمريكي لدعم تطوير لقاح كوفيد-19 الأمريكي، والتحضير لتصنيع اللقاحات المرشحة الواعدة. في 16 أبريل، استثمرت هيئة للبحث والتطوير الطبي الحيوي المتقدم 483 مليون دولار أمريكي في شركة تطوير لقاحات، موديرنا وشريكتها، شركة جونسون آند جونسون. تمتلك هيئة للبحث والتطوير الطبي الحيوي المتقدم مبلغًا إضافيًا قدره 4 مليارات دولار أمريكي لتنفقه على تطوير اللقاح، وستقوم بأدوار في استثمارات أمريكية أخرى لتطوير ستة إلى ثمانية لقاحات مرشحة لتكون في طور الدراسات السريرية خلال عامي 2020 - 2021 من قبل شركات مثل سانوفي باستور وريجينيرون. في 15 مايو، أعلنت الحكومة الأمريكية عن التمويل الفيدرالي لبرنامج المسار السريع المسمى عملية وراب سبيد، والذي يهدف إلى وضع لقاحات مرشحة متنوعة في طور التجارب السريرية بحلول خريف 2020، وتصنيع 300 مليون جرعة من لقاح مرخص بحلول يناير2021. إن كبير مستشاري المشروع هو منصف السلاوي ورئيس عملياته هو الجنرال غوستاف بيرنا. في يونيو، قال فريق وارب سبيد أنه سيعمل مع سبع شركات لتطوير لقاحات كوفيد-19 المرشحة: موديرنا، وجونسون آند جونسون، وميرك، وفايزر، وجامعة أكسفورد بالتعاون مع شركة أسترا زينيكا، بالإضافة إلى شركتين أخريين.

## التنمية المتسارعة عالميًا
بعد الكشف عن التهاب رئوي لفيروس تاجي مستجد في ديسمبر 2019،[بحاجة لمصدر] تم نشر التسلسل الجيني لكوفيد-19 في 11 يناير 2020، مما أدى إلى استجابة دولية عاجلة للاستعداد للفاشية والإسراع في تطوير لقاح وقائي. حفز معدل العدوى بكوفيد-19 المتزايد بسرعة في جميع أنحاء العالم خلال أوائل عام 2020 التحالفات الدولية والجهود الحكومية لتنظيم الموارد على وجه السرعة لصنع لقاحات متعددة على جداول زمنية مختصرة، مع دخول أربع لقاحات مرشحة للتقييم البشري في مارس.
ولم يسبق أن تم إنتاج لقاح لمرضٍ مُعدٍ في أقل من عدة سنوات، ولا يوجد لقاح سابق للوقاية من عدوى الفيروس التاجي. وحتى أبريل، يقدر تحالف ابتكارات التأهب الوبائي أنه يجب ان يتم اختيار ما يصل إلى ست لقاحات من أصل 115 لقاح مرشح ضد كوفيد-19 بواسطة التحالفات الدولية من أجل تطويرها خلال تجارب المرحلة الثانية والثالثة، وينبغي تنظيم ثلاثة من خلال ضمان التنظيم والجودة للترخيص النهائي بتكلفة إجمالية لا تقل عن ملياري دولار أمريكي. ويقدر تحليل آخر أن 10 مرشحين سيحتاجون إلى التطوير الأولي المتزامن، قبل اختيار عدد قليل للمسار النهائي للترخيص.
ويجري إعطاء الأولوية لجهود اللقاحات من أجل سرعة التقييم السريري الصارم من أجل السلامة والفعالية، والتمويل، والتخطيط لتصنيع مليارات الجرعات، والانتشار في نهاية المطاف على نطاق العالم والوصول العادل بين البلدان المتقدمة والبلدان النامية. تستثمر منظمة الصحة العالمية، تحالف ابتكارات التأهب للوباء، ومؤسسة جيتس التمويل والموارد التنظيمية لاحتمال الحاجة إلى عدة لقاحات لمنع الإصابة المستمرة بكوفيد-19. وسوف تتطلب اللقاحات صياغة مخصصة، وتعبئة خاصة، ونقل، وتخزين في كل دولة من حوالي 200 دولة بها مواطنين مصابين. وتقدر منظمة الصحة العالمية التكلفة الإجمالية البالغة 8 مليارات دولار أمريكي لتطوير مجموعة من ثلاثة أو أكثر من اللقاحات التي لديها تقنيات مختلفة وتوزيعها لمنع الإصابة بكوفيد-19 في جميع أنحاء العالم.
ومن بين المنظمات التي شكلت تحالفات دولية للتعجيل بتطوير اللقاحات والاستعداد للتوزيع ما يلي:
- منظمة الصحة العالمية، وهي تسهل التعاون، والبحوث المتسارعة، والاتصالات الدولية على نطاق لم يسبق له مثيل في التاريخ، بدءًا من أوائل مايو بهدف جمع 8 مليارات، وتنفيذ الوصول إلى مسرع الادوات الخاص بكوفيد-19 لتطوير اللقاحات العالمية.
- تحالف ابتكارات التأهب الوبائي، وهو يعمل مع السلطات الصحية العالمية ومطوري اللقاحات لجمع 8 مليارات دولار أمريكي في شراكة عالمية بين القطاعين العام والخاص والمؤسسات الخيرية ومنظمات المجتمع المدني من أجل تسريع البحوث والاختبارات السريرية لثمانية مرشحين للقاحات، مع هدف 2020-21 المتمثل في دعم ثلاثة مرشحين للتطوير الكامل للترخيص. وتبرعت المملكة المتحدة، وكندا، وبلجيكا، والنرويج، وسويسرا، وألمانيا، وهولندا بمبلغ 915 مليون دولار أمريكي بحلول أوائل مايو.
- مؤسسة جيتس، وهي منظمة خيرية خاصة مخصصة لبحوث اللقاحات وتوزيعها، تتبرع بمبلغ 250 مليون دولار أمريكي للبحوث والدعم التعليمي العام، بشكل رئيسي لدعم تحالف ابتكارات التأهب الوبائي.
- التحالف العالمي للقاحات والتحصين، وهو يقوم بتمويل وتنظيم مجموعات سريرية في البلدان غير المتطورة للاستعداد للتطعيم ضد كوفيد-19.[بحاجة لمصدر]
- التعاون البحثي العالمي للتأهب للأمراض المعدية، وهو يعمل بشكل وثيق مع منظمة الصحة العالمية والدول الأعضاء لتحديد التمويل المحدد لأولويات الابحاث اللازمة للقاح كوفيد-19 والتنسيق بين منظمات التمويل والبحوث الدولية للحفاظ على معلومات محدثة حول التقدم المحرز في مجال اللقاح وتجنب التمويل المكرر.
- الاتحاد الدولي للالتهابات التنفسية الحادة الوخيمة والعدوى الناشئة، وهو ينظم وينشر معلومات سريرية عن أبحاث كوفيد-19 لإثراء سياسة الصحة العامة بشأن التوزيع النهائي للقاحات.

تشمل الحكومات الاتحادية التي تخصص موارد للاستثمارات الوطنية أو الدولية ما يلي:
- كندا: بين مارس وأواخر أبريل، أعلنت الحكومة الكندية عن تمويل قدره 275 مليون دولار كندي لـ 96 مشروعاً لبحوث اللقاحات البحثية في الشركات والجامعات الكندية، مع خطط لإنشاء «بنك لقاحات» من عدة لقاحات جديدة يمكن استخدامها في حالة تفشي فيروس كورونا آخر. تمت إضافة استثمار إضافي قدره 1.1 مليار دولار كندي لدعم التجارب السريرية في كندا وتطوير سلاسل التصنيع والإمداد للقاحات. وفي 4 مايو، خصصت الحكومة الكندية 850 مليون دولار كندي لجهود البث المباشر التي تبذلها منظمة الصحة العالمية لجمع 8 مليارات دولار أمريكي للقاحات كوفيد-19 والتأهب له.
- الصين: تقدم الحكومة قروضاً منخفضة الفائدة لمطوري اللقاحات من خلال مصرفها المركزي، ومكنت عمليات نقل الأراضي لبناء مصانع إنتاج. هناك تسع لقاحات صينية لكوفيد-19 قيد التطوير، والتي تشمل 1000 عالم ومعاهد البحوث الصينية والمستشفيات العسكرية. وتدعم الحكومة ثلاث شركات لقاح ومعاهد أبحاث صينية لتمويل الأبحاث وإجراء التجارب السريرية وتصنيع اللقاحات المرشحة الواعدة. مع إعطاء الأولوية للأدلة السريعة للفعالية على الامان. وفي 18 مايو، تعهدت الصين بتقديم ملياري دولار لدعم الجهود الإجمالية التي تبذلها منظمة الصحة العالمية لبرامج مكافحة كوفيد-19.
- الاتحاد الأوروبي: في فرنسا، أعلن تحالف ابتكارات التأهب الوبائي عن استثمار 4.9 مليون دولار أمريكي في اتحاد أبحاث لقاحات كوفيد-19 والذي يضم معهد باستور، وشركة «ثيميس للعلوم البيولوجية» (فيينا، النمسا)، وجامعة بيتسبرغ، ليصل إجمالي استثمارات تحالف ابتكارات التأهب الوبائي في تطوير اللقاح إلى 480 مليون دولار أمريكي بحلول مايو. في مارس، قدمت المفوضية الأوروبية استثمارًا قدره 80 مليون يورو في شركة كيورفاك، وهي شركة ألمانية للتكنولوجيا الحيوية، لتطوير لقاح الحمض النووي الريبوزي المرسال. وكانت بلجيكا والنرويج وسويسرا وألمانيا وهولندا مساهمين رئيسيين في جهود تحالف ابتكارات التأهب الوبائي لأبحاث لقاح كوفيد-19 في أوروبا.
- المملكة المتحدة: في أبريل، شكلت حكومة المملكة المتحدة فرقة عمل لقاح كوفيد-19 لتحفيز الجهود البريطانية لتطوير لقاح بسرعة من خلال التعاون بين الصناعة والجامعات والوكالات الحكومية عبر خطة تطوير اللقاح، بما في ذلك وضع التجارب السريرية في مستشفيات المملكة المتحدة، واللوائح للموافقة عليها، والتصنيع في نهاية المطاف. تم تمويل مبادرات تطوير اللقاحات في جامعة أكسفورد والكلية الإمبراطورية في لندن بمبلغ 44 مليون جنيه إسترليني في أبريل.
- الولايات المتحدة: أعلنت هيئة البحث والتطوير الطبي الحيوي المتقدم، وهي وكالة اتحادية تمول تكنولوجيا مكافحة الأمراض، عن استثمارات تبلغ نحو مليار دولار أمريكي لدعم تطوير لقاحات كوفيد-19 الأمريكية، والإعداد لتصنيع المرشحين الواعدين. قامت هيئة البحث والتطوير الطبي الحيوي المتقدم باستثمار 483 مليون دولار أمريكي في شركة مودرنا مطورة اللقاح وشريكها جونسون آند جونسون. لدى هيئة البحث والتطوير الطبي الحيوي المتقدم 4 مليارات دولار إضافية للإنفاق على تطوير اللقاحات، وسيكون لها أدوار في الاستثمارات الأمريكية الآخرى لتطوير ستة إلى ثماني لقاحات مرشحة لتكون في الدراسات السريرية خلال الفترة 2020-2021 من قبل شركات، مثل سانوفي باستور وريجينيرون.

### الشراكات والمنافسة
تجربة التضامن لمنظمة الصحة العالمية
أنشأت منظمة الصحة العالمية تحالفًا متعدد الجنسيات من علماء اللقاحات يحدد وصف المنتج المستهدف عالميًا لكوفيد-19، ويحدد السمات الواعدة للقاحات الامنة والفعالة تحت فئتين واسعتين: «اللقاحات من أجل الحماية الطويلة الأجل للأشخاص الأكثر عرضة لخطر الإصابة بكوفيد-19، مثل العاملين في مجال الرعاية الصحية»، وغيرها من اللقاحات لتوفير مناعة سريعة الاستجابة للفاشيات الجديدة.[بحاجة لمصدر] تم تشكيل فريق وصف المنتج المستهدف العالمي من أجل 1) تقييم تطوير اللقاحات المرشحة الواعدة؛ 2) وضع خريطة للقاحات المرشحة وتجاربها السريرية في جميع أنحاء العالم، ونشر «مشهد» دائم التحديث للقاحات التي يتم تطويرها؛ 3) تقييم سريع وفحص للقاحات المرشحة الواعدة في وقت واحد قبل اختبارها في البشر. و4) تصميم وتنسيق تجربة سريرة عشوائية دولية متعددة المواقع - تجربة التضامن للقاحات - لتمكين التقييم المتزامن لفوائد ومخاطر اللقاحات المرشحة المختلفة في إطار التجارب السريرية في البلدان التي توجد فيها معدلات عالية من مرض كوفيد-19، مما يضمن التفسير السريع وتبادل النتائج في جميع أنحاء العالم. وسيعطي تحالف اللقاحات لمنظمة الصحة العالمية الأولوية للقاحات التي ينبغي أن تدخل في المرحلتين الثانية والثالثة من التجارب السريرية، وسيحدد بروتوكولات المرحلة الثالثة المنسقة لجميع اللقاحات التي تحقق مرحلة التجربة المحورية.
التصميم التكيفي لتجربة التضامن
يمكن تعديل تصميم التجارب السريرية قيد التقدم كـ «تصميم متكيف» إذا كانت البيانات المتراكمة في التجربة توفر رؤى مبكرة حول الكفاءة الإيجابية أو السلبية للعلاج. سوف تطبق تجربة التضامن لمنظمة الصحة العالمية للقاحات المتعددة في الدراسات السريرية خلال عام 2020 التصميم التكيفي لتغيير معايير التجارب بسرعة في جميع مواقع الدراسة مع ظهور النتائج. ويمكن إضافة اللقاحات المرشحة إلى تجربة التضامن عندما تصبح متاحة إذا تم استيفاء معايير الأولوية، في حين سيتم إسقاط اللقاحات المرشحة التي تظهر أدلة ضعيفة على الأمان أو الفعالية مقارنة بالعلاج الوهمي أو اللقاحات الأخرى من التجربة الدولية.
قد تؤدي التصاميم التكيفية في إطار التجارب السريرية الجارية في المرحلة الثانية والثالثة على اللقاحات المرشحة إلى تقصير فترات التجارب واستخدام عدد أقل من الأفراد، وربما تسريع القرارات المتعلقة بالإنهاء المبكر أو النجاح، وتجنب مضاعفة الجهود البحثية، وتعزيز تنسيق تغييرات التصميم الخاصة بتجربة التضامن عبر مواقعها الدولية.
الشراكات والمنافسة والتوزيع
شركات الأدوية الكبيرة ذات الخبرة في صنع اللقاحات على نطاق واسع، بما في ذلك جونسون آند جونسون، واسترازينيكا، وجلاكسو سميث كلاين، من بين شركات أخرى، تقوم بتشكيل تحالفات مع شركات التكنولوجيا الحيوية والحكومات الوطنية والجامعات لتسريع التقدم إلى لقاح فعال. وللجمع بين القدرات المالية والتصنيعية لتكنولوجيا المضادة للجائحة، انضمت جلاكسو سميث كلاين إلى سانوفي في شراكة غير شائعة بين الشركات متعددة الجنسيات لدعم التطوير المتسارع للقاحات.
وخلال جائحة على الجدول الزمني السريع والمقياس الخاص بإصابات كوفيد-19 خلال عام 2020، تقوم منظمات دولية مثل منظمة الصحة العالمية، وتحالف ابتكارات التأهب الوبائي، ومطوري اللقاحات، والحكومات، والصناعة بتقييم توزيع اللقاح النهائي. يمكن إقناع الدول الفردية المنتجة للقاح لتمنح أعلى مزايدة للتصنيع أو تقديم الخدمة الأولى لبلدها. ويؤكد الخبراء على أن اللقاحات المرخصة يجب أن تكون متاحة وميسورة التكلفة للأشخاص الذين هم في الخطوط الأمامية للرعاية الصحية ولديهم الاحتياج الأكبر إليها. بموجب اتفاقهما مع أسترازينيكا، اتفق فريق تطوير اللقاحات في جامعة أكسفورد وحكومة المملكة المتحدة على أن مواطني المملكة المتحدة لن يحصلوا على وصول تفضيلي إلى لقاح كوفيد-19 جديد طورته الجامعة الممولة من دافعي الضرائب، بل وافقوا على توزيع لقاح مرخص في جميع انحاء العالم بالتعاون مع منظمة الصحة العالمية. وتخطط العديد من الشركات لتصنيع لقاح في البداية بتكلفة منخفضة، ثم زيادة التكاليف الربحية في وقت لاحق إذا كانت هناك حاجة إلى لقاحات سنوية وتبني البلدان مخزوناً لتلبية الاحتياجات المستقبلية.
وتقوم منظمة الصحة العالمية وتحالف ابتكارات التأهب الوبائي بوضع موارد مالية ومبادئ توجيهية للنشر العالمي لثلاثة أو أكثر من اللقاحات الامنة والفاعلة لكوفيد-19، مع الاعتراف بأن الحاجة تختلف بين البلدان وقطاعات السكان. على سبيل المثال، من المرجح أن يتم تخصيص لقاحات كوفيد-19 الناجحة أولاً لموظفي الرعاية الصحية والسكان الأكثر عرضة لخطر الإصابة بأمراض شديدة ووفيات نتيجة عدوى كوفيد-19، مثل كبار السن أو الفقراء المكتظين بالسكان. وتناقش كل من منظمة الصحة العالمية وتحالف ابتكارات التأهب الوبائي المخاوف انه لا يجب ان تكون للبلدان الغنية أولوية الحصول على الإمدادات العالمية من لقاحات كوفيد-19 النهائية.

## الجهود السابقة لتطوير لقاح فيروس كورونا
صُنّعت اللقاحات لعدة أمراض تسببها فيروسات كورونا لدى الحيوانات، مثل فيروس التهاب القصبات المُعدي لدى الطيور (المعروف أيضًا باسم فيروس كورونا الطيري)، وفيروس كورونا الكلبي، وفيروس كورونا السنوري.
كما سعت الجهود السابقة المعنية بتطوير لقاحات ضد فيروسات من عائلة الفيروسات التاجية التي تؤثر على البشر لإيجاد لقاح لفيروس كورونا المرتبط بالمتلازمة التنفسية الحادة الشديدة (سارس) ومتلازمة الشرق الأوسط التنفسية (ميرس). اختُبرت اللقاحات ضد السارس والميرس على النماذج الحيوانية غير البشرية.حيث لا يوجد علاج أو لقاح وقائي للسارس أثبت فعاليته وأمانه على البشر حتى عام 2020. يُعد إيجاد وتطوير لقاحات وأدوية جديدة لعلاج السارس أولويةً بالنسبة للحكومات ووكالات الصحة العامة حول العالم، وفقًا لما أوردته أوراق بحثية نُشرت في عامي 2005 و2006.
لا يوجد أيضًا لقاح مثبت ضد الميرس. ساد اعتقادٌ تزامن مع انتشار الميرس يفيد بإمكانية توفير الأبحاث الموجودة حول السارس أساسًا متينًا يساعد في تطوير اللقاحات والعلاجات ضد فيروس كورونا المسبب لمتلازمة الشرق الأوسط التنفسية. اعتبارًا من عام 2016، كان المرشحون لأخذ اللقاح في انتظار التجارب السريرية.

## المرشحون لتصنيع اللقاح
صنّف تحالف ابتكارات التأهب الوبائي مراحل تطوير اللقاحات بأنها «استكشافية» (قائمة على إعداد مرشح معين، ليس له تقييم في الجسم الحي)، أو «قبل سريرية» (تتضمن تقييمًا في الجسم الحي مع التحضير لتصنيع مركب بهدف اختباره على البشر)، أي بدء دراسات السلامة في المرحلة الأولى على الأشخاص الأصحاء. يوجد نحو 321 لقاحًا مرشحًا قيد التطوير إما بصفة مشاريع مؤكدة في التجارب السريرية أو بصفة مرحلة مبكرة «استكشافية» أو «ما قبل سريرية»، بدءًا من سبتمبر.
تختبر تجارب المرحلة الأولى بصفة رئيسية السلامة والجرعات الأولية على بضع عشرات من الأشخاص الأصحاء، بينما تُقيّم تجارب المرحلة الثانية -بعد نجاح المرحلة الأولى- الاستمناع، ومستويات الجرعات (الفعالية استنادًا إلى المؤشرات الحيوية) والآثار الضائرة للقاح المرشح، عادةً على مئات الأفراد. تتكون تجربة المرحلتين الأولى والثانية من اختبار أولي للسلامة والمناعة، وعادة ما تكون مُعشّاة، ومنضبطة بالدواء الوهمي، وفي مواقع متعددة، مع تحديد جرعات أكثر دقة وفعالية. تتضمن تجارب المرحلة الثالثة عادةً عددًا أكبر من المشاركين، بما في ذلك المجموعة المضبوطة، وتختبر فعالية اللقاح للوقاية من المرض (تجربة «تدخلية»)، مع مراقبة الآثار الضائرة المترافقة مع الجرعة المثلى. قد يختلف تعريف سلامة اللقاح وفعاليته ونقاط النهاية السريرية في سياق تجارب المرحلة الثالثة بين تجارب الشركات المختلفة، مثل تحديد درجة الآثار الجانبية أو العدوى أو مقدار الانتقال، وما إذا كان اللقاح يمنح الوقاية من الإصابة المتوسطة أو الشديدة من كوفيد-19.

### التجارب السريرية التي بدأت في عام 2020
كوفيد-19: اللقاحات المرشحة في تجارب المراحل الأولى والثانية والثالثة
| اللقاحات المُرشحة ومطوروها والجهات الممولة لها                                                                                                | التقنيات المُستخدمة                                                                       | المرحلة الحالية (المشاركون) والتصميم | المرحلة المكتملة (المشاركين) والاستجابة المناعية والآثار الضائرة | المواقع                                          | المدة |
| لقاح أكسفورد–آسترازينيكا، جامعة أكسفورد، أسترا زينيكا.                                                                                       | الناقل المعدَّل للفيروس الغدي في الشيمبانزي، (ChAdOx1).                                    | المرحلة الثالثة (30000)، دراسة تداخلية، ومُعشاة، ومضبوطة بالدواء الوهمي لتقييم فعالية اللقاح وأمانه واستمناعه. | المرحلتين الأولى والثانية (543)، ظهور الأجسام المضادة الموجهة نحو بروتينات الحسكة في اليوم 28، إلى جانب الأجسام المضادة المُعادلة بعد إعطاء جرعة معززة في اليوم 56. الآثار الضائرة: ألم في مكان الحقن، وصداع، وحمى، وقشعريرة، وآلام في العضلات، وتوعك لدى أكثر من 60% من المشاركين؛ زاد استخدام الباراسيتامول من تحمّل بعض المرضى لهذه الآثار. | 20 ألف في المملكة المتحدة، وساوباولو.            | مايو 2020 – أغسطس 2020. |
| دون اسم. مجموعة سينوفارم في بكين، ومعهد ووهان للمنتجات البيولوجية التابع لسينوفارم                                                           | فيروس سارس-كوف-2 المُعطَّل (خلايا فيرو)                                                     | المرحلة الثالثة (45000)، تجربة مزدوجة التعمية ومُعشاة ومتزامنة ومضبوطة بالدواء الوهمي، لتقييم أمان اللقاح وفعاليته الوقائية في كل من الإمارات العربية المتحدة والبحرين والأردن. وافقت الإمارات العربية المتحدة في 14 سبتمبر على الاستخدام الطارئ للقاح سينوفارم لحماية العاملين الصحيين في خطوط المواجهة المباشرة مع كوفيد-19، وذلك عقب إيجابية النتائج المرحلية في المرحلة الثالثة من التجارب. | المرحلتين الثانية والثالثة (320)، ظهور أجسام مضادة مُعادِلة في اليوم 14 بعد إعطاء حقنتين. الآثار الضائرة: ألم في مكان الحقن، وحمى متوسطة الشدة محددة لذاتها، دون وجود أي آثار خطيرة. | جياوتسو، وأبو ظبي.                               | يوليو 2020 – يوليو 2021 في أبو ظبي.                                                                                             |
| Ad5-nCoV، كانسينو بيولوجيكس في بكين، وعهد التكنولوجيا الحيوية التابع لأكاديمية العلوم الطبية العسكرية                                        | ناقل فيروسي مأشوب من النمط المصلي الخامس للفيروس الغدي                                   | المرحلة الثالثة (40000)، تجربة عالمية متعددة المراكز ومعشاة ومزدوجة التعمية ومضبوطة بالغفل لتقييم أمان اللقاح وفعاليته واستمناعه. | المرحلة الثانية (508)، ظهور استجابة الأجسام المضادة المعادلة والخلايا التائية. الآثار الضائرة: متوسطة الشدة على مدى 7 أيام: عانى 74 % الحمى والألم والتعب. | ووهان، الصين وباكستان                            | مارس – ديسمبر 2020 في الصين وسبتمبر 2020 – ديسمبر 2021 في باكستان.                                                              |
| كورونافاك، شركة سينوفاك، ومركز بوتانتان. | فيروس سارس-كوف-2 المُعطَّل.                                                                 | المرحلة الثالثة (10,490)، تجربة مزدوجة التعمية، ومعشاة، ومضبوطة بالدواء الوهمي، لتقييم فعالية اللقاح وأمانه في البرازيل (8,870) وإندونيسيا (1,620) | المرحلة الثانية (600)، ما قبل الطباعة، إحداث انقلاب مصلي بنسبة 92% عبر الاستمناع عند تطبيق جرعة مُخفّضة. الآثار الضائرة خفيفة الشدة وتشمل الألم في مكان الحقن. | 2 في الصين، و12 في البرازيل وباندونغ، إندونيسيا. | أبريل-ديسمبر 2020 في شوزهو، مايو-يوليو 2020 في رينكوي، يوليو 2020 – أوكتوبر 2021 في البرازيل، يناير 2021 في باندونغ، إندونيسيا. |
| BNT162 a1, b1, b2, c2، بيو إن تيك، وفوسون للصناعات الدوائية، وفايزر.                                                                         | الرنا المِرسال                                                                            | المرحلة الثالثة (30,000)، تجربة مُعشاة ومضبوطة بالدواء الوهمي. | المرحلتين الأولى والثانية (60)، ما قبل الطباعة، ارتباط قوي لكل من الغلوبيولين المناعي جي (IgG) والأجسام المضادة المُعادِلة في موقع ارتباط المستقبلات على الحسكة (RBD)، بلغ ذروته بعد 7 أيام من إعطاء جرعة معززة، مع تنشيط استجابة كل من الخلايا التائية المساعدة (CD4+) والخلايا التائية القاتلة (CD8+)، لكن دون تحديد مدى استمراريتها. الآثار الضائرة: مرتبطة بالجرعة ومتوسطة الشدة، متضمنةً الألم مكان الحقن والتعب والصداع والقشعريرة والألم المفصلي والعضلي. | 62 في الولايات المتحدة وألمانيا                  | أبريل 2020 – مايو 2021. |
| mRNA-1273، موديرنا، والمعهد الوطني للحساسية والأمراض المُعدية (إن آي إيه آي دي)، وهيئة البحث والتطوير الطبي الحيوي المتقدم (بي إيه آر دي إيه) | بعثرة الجسيمات النانوية الدهنية الحاوية على الرنا المرسال                                | المرحلة الثالثة (30,000)، تجربة تداخلية ومُعشاة، ومضبوطة بالدواء الوهمي لتقييم فعالية اللقاح وأمانه واستمناعه. | المرحلة الأولى (45)، استجابة أجسام مضادة مُعادِلة معتمدة على كمية الجرعة التي تُعطى على مرحلتين، دون تحديد مدى استمراريتها. الآثار الضائرة: الحمى والتعب والصداع وألم العضلات وألم في مكان الحقن. | 89 في الولايات المتحدة                           | يوليو 2020 – أوكتوبر 2022 |
| Gam-COVID-Vac، مركز غاماليا الوطني لأبحاث علوم الأوبئة والأحياء الدقيقة، الاسم التجاري: سبوتنيك 5                                            | ناقل فيروسي لا تنسّخي                                                                     | المرحلة الثالثة (40000)، تجربة مُعشاة ومزدوجة التعمية ومضبوطة بالدواء الوهمي لتقييم فعالية اللقاح وأمانه واستمناعه. | المرحلتين الأولى والثانية (76)، استجابة الأجسام المضادة المُعادِلة والخلايا التائية. الآثار الضائرة: الألم في مكان الحقن والحمى والصداع والضعف والوهن والألم المفصلي/العضلي. | موسكو                                            | أغسطس 2020 – مايو 2021 |
| غير مُسمى، شركة أنهوي تشيفي لونغكوم للصناعات الصيدلانية الحيوية المحدودة                                                                      | وحدات بروتينية فرعية مأشوبة                                                              | المرحلة الثانية (900)، تجربة تداخلية ومعشاة ومزدوجة التعمية ومضبوطة بالدواء الوهمي | المرحلة الأولى (50) | تشونغتشينغ                                       | يونيو 2020 – سبتمبر 2021 |
| CVnCoV، كيورفاك، وتحالف ابتكارات التأهب الوبائي (سي إي بي آي)                                                                                | الرنا المرسال                                                                            | المرحلة الثانية (691)، تجربة متعددة المراكز ومضبوطة تمت فيها تعمية الفاحص جزئيًا، وهدفها تحديد الجرعة. | المرحلة الأولى (168) | غنت، و3 في ألمانيا                               | يونيو 2020 – أغسطس 2021 |
| INO-4800، إنوفيو للصناعات الدوائية، وتحالف ابتكارات التأهب الوبائي (سي إي بي آي)، والمعهد الوطني الكوري للصحة، ومعهد اللقاحات الدولي         | بلازميد الدنا باستخدام تقنية التثقيب الكهربائي                                           | المرحلتين الأولى والثانية (40) | تقرير المرحلة الأولى قيد النظر | 3 في الولايات المتحدة، وسول                      | أبريل – نوفمبر 2020 |
| غير مسمى، الأكاديمية الصينية للعلوم الطبية                                                                                                   | فيروس سارس-كوف-2 المُعطَّل                                                                  | المرحلتين الأولى والثانية (942)، تجربة مُعشاة ومزدوجة التعمية ووحيدة المركز ومضبوطة بالدواء الوهمي. | | تشنغدو                                           | يونيو 2020 – سبتمبر 2021 |
| AG0301-COVID-19، شركة أنجس، والوكالة اليابانية للبحوث الطبية والتنمية                                                                        | بلازميد الدنا                                                                            | المرحلتين الأولى والثانية (30)، تجربة غير مُعشاة، ووحيدة المركز، وذات جرعتين | | أوساكا                                           | يونيو 2020 – يوليو 2021 |
| Lunar-COV19/ARCT-021، شركة أركتوروس للمواد العلاجية                                                                                          | الرنا المرسال                                                                            | المرحلتين الأولى والثانية (92)، تجربة مُعشاة ومزدوجة التعمية | | سينغافورة                                        | أغسطس 2020 - ؟ |
| COVID‑19/aAPC، معهد شنجن الطبي لأبحاث المناعة الجينية                                                                                        | ناقل الفيروسات البطيئة مع خلايا الجين الصغير (minigene) الصنعية المعدلة والمقدمة للمستضد | المرحلة الأولى (100) | | شنجن                                             | مارس 2020 - 2023 |
| LV-SMENP-DC، معهد شنجن الطبي لأبحاث المناعة الجينية                                                                                          | ناقل الفيروسات البطيئة مع الخلايا المتغصنة المعدلة للجين الصغير (minigene)               | المرحلة الأولى (100) | | شنجن                                             | مارس 2020 - 2023 |
| LNP-nCoVsaRNA، مجلس البحوث الطبية ووحدة التجارب السريرية في كلية لندن الإمبراطورية                                                           | الرنا المرسال                                                                            | المرحلة الأولى (105)، تجربة مُعشاة، مع دراسة تصاعدية الجرعة (15)، ودراسة موسعة للأمان (200 على الأقل) | | 4 في المملكة المتحدة                             | يونيو 2020 – يوليو 2021 |
| GX-19، اتحاد جينكسين، ومعهد اللقاحات الدولي                                                                                                  | الدنا                                                                                    | المرحلة الأولى (40) | | سول                                              | يونيو 2020 – يونيو 2022 |
| SCB-2019، كلوفر للصناعات الدوائية الحيوية، وغلاسكو سميث كلاين (جي إس كيه)                                                                    | وحدات بروتينية فرعية مثلوثة من بروتين الحسكة مع المساعد الخاص بجي إس كيه                 | المرحلة الأولى (150) | | برث                                              | يونيو 2020 – مارس 2021 |
| COVAX-19، شركة فاكسين المحدودة | بروتين مأشوب                                                                             | المرحلة الأولى (40) | | أديلايد                                          | يونيو 2020 – يوليو 2021 |
| غير مسمى، أكاديمية جيش التحرير الشعبي (بّي إل إيه) للعلوم العسكرية، وشركة والفاكس للتقانة الحيوية.                                            | الرنا المرسال                                                                            | المرحلة الأولى (168) | | 2 في الصين                                       | يونيو 2020 – ديسمبر 2021 |
| غير مسمى، شركة ميديكاغو (حكومتي كندا وكيبك)                                                                                                  | جسيمات شبيهة بالفيروس مأشوبة عبر تقنيات التلقيح النباتي مع مساعد جي إس كيه               | المرحلة الأولى (180) تجربة مُعشاة متفاوتة الجرعة | | 2 في كندا                                        | يوليو 2020 – أبريل 2021 |
| SARS-CoV-2 Sclamp، جامعة كوينزلاند، وشركة سينوس الصحية، وتحالف ابتكارات التأهب الوبائي، وشركة سيكيورس التابعة لشركة سي إس إل المحدودة.       | بروتين الحسكة المثبّت عبر المشبك الجزيئي بوجود مساعد إم إف 59 (MF59)                      | المرحلة الأولى (120) جربة معشاة ومزدوجة التعمية ومضبوطة بالدواء الوهمي ومتفاوتة الجرعة. | | بريسبان                                          | يوليو – أكتوبر 2020. |

### الأبحاث قبل السريرية
في أبريل 2020، أصدرت منظمة الصحة العالمية بيانًا يمثل العشرات من علماء اللقاحات حول العالم، وتعهدت بالتعاون لتسريع تطوير لقاح كوفيد-19. شجع تحالف منظمة الصحة العالمية التعاون الدولي بين المنظمات التي تعمل على تطوير اللقاحات المرشحة، والوكالات الوطنية التنظيمية والمعنية برسم السياسات، والمسهمين الماليين، وجمعيات الصحة العامة، والحكومات، لتصنيع لقاح ناجح بكميات كافية لإمداد جميع المناطق المتضررة، وخاصةً البلدان منخفضة الموارد.
أظهر التحليل الصناعي لتطوير لقاح سابق معدلات فشل تتراوح بين 84-90%. يُعدّ فيروس كورونا فيروسًا جديدًا يجري اكتشاف خصائصه حاليًا، ويتطلب تقنيات وإستراتيجيات مبتكرة لتطوير اللقاح، وعليه فإن المخاطر المرتبطة بتطوير لقاح ناجح وفعال عبر جميع خطوات الأبحاث قبل السريرية والسريرية عالية.
لتقييم إمكانية نجاح اللقاح وفعاليته، يجري تطوير نماذج محاكاة حاسوبية غير مسبوقة ونماذج حيوانية جديدة خاصة بكوفيد-19 على مستوى العالم خلال عام 2020، لكن هذه الطرائق ما تزال غير مختبرة نتيجة الخصائص غير المعروفة لفيروس كورونا المستجد. من بين المرشحين النشطين لتصنيع اللقاح، يجري تطوير نحو 70% من قبل شركات خاصة، بينما تقف الائتلافات الأكاديمية والحكومية والصحية خلف تطوير بقية المشاريع اللقاحية.
يُعدّ معظم مطوري اللقاحات شركات صغيرة أو فرق بحث جامعية ذات خبرة قليلة في تصميم لقاح ناجح وقدرة محدودة على تحمل تكاليف التجارب السريرية المتقدمة والتصنيع دون شراكتها مع شركات الأدوية متعددة الجنسيات. يشمل التوزيع الجغرافي العام لتطوير لقاح كوفيد-19 منظمات في الولايات المتحدة وكندا، تعمل معًا على نحو 40% من أبحاث اللقاحات النشطة في العالم، مقارنةً مع 30% في آسيا وأستراليا، و26% في أوروبا، وعدد قليل من المشاريع في أمريكا الجنوبية.

#### تجارب المرحلة الأولى المقررة في عام 2020
العديد من لقاحات كوفيد-19 المرشحة القيد التصميم أو التطوير قبل السريري لن تحظى بالموافقة للبدء بالدراسات البشرية في عام 2020 بسبب سميتها وعدم فعاليتها بتحريض استجابة مناعية أو فشل الجرعات في الحيوانات المختبرية، أو بسبب نقص التمويل. إن احتمالية اجتياز لقاح مرشح لمرض معدي ما للاختبارات قبل السريرية والوصول إلى المرحلة الأولى من الاختبار البشري هي 41-57%.
إن الالتزام بإجراء اختبارات أولية على البشر للّقاح المرشح يمثل تكلفة رأسمالية كبيرة بالنسبة لمطوريّ اللقاحات، وطبقًا للتقديرات تتراوح الكلفة بين 14 إلى 25 مليون دولار أمريكي لتجربة نموذجية للمرحلة الأولى، لكن من المحتمل أن تصل حتى 70 مليون دولار أمريكي. وعلى سبيل المقارنة، أثناء وباء فيروس إيبولا في غرب أفريقيا 2013-16، وُجِد 37 لقاحًا مرشحًا في مرحلة التطوير العاجل، لكن نجح لقاح واحد فقط في النهاية كلقاح مرخص، وانطوى على تكلفة إجمالية لتأكيد الفعالية في تجارب المرحلة الثانية والثالثة قُدِّرت بنحو مليار دولار.

### لقاحات غير محددة
تنطوي بعض اللقاحات على آثار غير محددة تتجاوز المرض المستهدف. يجري اختبار لقاحين قائمين لتحديد ما إذا كان لأي منهما تأثير وقائي ضد مرض كوفيد-19.
تم التأكيد على أن معدل الوفيات الناجمة عن مرض كوفيد‑19 كان أقل في البلدان التي تقدم لقاح بي سي جي الروتيني ضد السل الرئوي على الرغم من تصريح منظمة الصحة العالمية بعدم وجود دليل على فعالية هذا اللقاح ضد فيروس كوفيد‑19.
في مارس 2020، بدأت تجربة عشوائية بإعطاء لقاح بي سي جي للحد من مرض كوفيد-19 في هولندا في مسعى لاستقطاب 1000 عامل رعاية صحية. تسعى تجربة عشوائية أخرى في أستراليا إلى إشراك 4170 عامل رعاية صحية. وسوف يتم إشراك 700 عامل رعاية صحية آخرين من بوسطن وهيوستن في تجربة أخرى، وسيشارك 900 عامل في مجال الرعاية الصحية في مصر في تجربة مسجلة من قبل إحدى الجامعات في القاهرة، مصر. ثمّة تجربة إضافية في هولندا تختبر ما إذا كان لقاح بي سي جي يوفر الحماية لكبار السن، يشارك فيها 1000 شخص بأعمار تزيد عن 65 عامًا و600 بالغ أصغر سنًا. سُجِّلت تجربة للقاح بي سي جي بمشاركة 1000 من العاملين في مجال الرعاية الصحية في ميديلين، كولومبيا في 24 أبريل 2020. سُجِّلت تجارب أخرى للقاح السل على عاملي الرعاية الصحية في الفترة الممتدة بين أواخر أبريل– أوائل مايو: 1100 مشارك في البرازيل، 1,120 في فرنسا، 1500 في الدنمارك، و500 في جنوب أفريقيا. في مايو 2020، تم تسجيل تجربة تسعى إلى إشراك 900 شخص فوق سن الـ 50 في اليونان لاختبار لقاح السل كإجراء وقائي ضد مرض كوفيد-19.
في يونيو 2020، بدأت تجربة عشوائية أُجرِيت باستخدام دواء وهمي (بلاسيبو) لاختبار نجاعة لقاح الحصبة والنكاف والحصبة الألمانية (إم إم آر) في حماية العاملين في مجال الرعاية الصحية من مرض كوفيد‑19 بمشاركة 200 شخص في القاهرة.

### استخدام العوامل المساعدة للقاح
في سبتمبر 2020، استخدم أحد عشر لقاحًا مرشحًا في مرحلة التطوير السريري عوامل مساعدة لتعزيز المناعة. العامل المساعد المناعي هو مادة شُكِّلت باستخدام اللقاح لرفع الاستجابة المناعية للمستضد، مثل فيروس كوفيد-19 أو فيروس الإنفلونزا. على وجه التحديد، يمكن استخدام العامل المساعد في تشكيل عينة لقاح مرشحة ضد كوفيد-19 لتعزيز قدرته على توليد المناعة وفعاليته لتقليل أو منع الإصابة بكوفيد-19 لدى الأفراد المُطعَّمين.  قد تكون العوامل المساعدة المستخدمة في تشكيل لقاح كوفيد-19 فعالة بشكل خاص في التقنيات التي تستخدم فيروس كوفيد-19 المثبط ولقاحات البروتين المأشوب أو لقاحات الناقل الفيروسي. أملاح الألومنيوم، المعروفة باسم ألوم «alum»، كانت أول عامل مساعد يستخدم مع اللقاحات المرخصة، وهي العامل المساعد المختار في حوالي 80% من اللقاحات المدعمة. يحرض عامل ألوم المساعد آليات متنوعة جزيئية وخلوية لتعزيز المناعة، بما في ذلك إطلاق السيتوكينات الالتهابيّة. ومن العيوب المحتملة في اللقاحات المدعمة أن الفيروس يتطور بطريقة يتجنب فيها استجابة اللقاح المُستحثة، ما يجعل تقنية العامل المساعد سيئة التصميم ضد الفيروس المتغير. هكذا تغيير يتطلب إعادة التصنيع وزيادة التكاليف، وهذا ما يثبط الاستخدام الروتيني للعوامل المساعدة.

## القيود المحتملة
قد يؤدي التطوير السريع والإنتاج المستعجل للقاح كوفيد-19 إلى زيادة المخاطر ومعدل الفشل في توفير لقاح آمن وفعّال. خلصت دراسة إلى أن معدل نجاح الحصول على الموافقة من تجارب المرحلة الأولى إلى تجارب المرحلة الثالثة الناجحة بين عامي 2006 و2015 قد بلغ 16.2% بالنسبة للّقاحات، وأوضحت مبادرة تحالف ابتكارات التأهب الوبائي أن معدل النجاح المحتمل لا يتجاوز 10% لعينات اللقاح المرشحة في عام 2020.
جاء في تقرير تحالف ابتكارات التأهب الوبائي الصادر في أبريل 2020: «ستدعو الحاجة إلى تنسيق وتعاون دوليين قويين بين مطوري اللقاحات، والجهات التنظيمية، وصناع السياسات والممولين وهيئات الصحة العامة والحكومات لضمان تصنيع عينات اللقاح المرشحة الواعدة في المراحل المتأخرة بكميات كافية وتوزيعها بشكل عادل إلى جميع المناطق المتضررة، بالأخص المناطق ذات الموارد المنخفضة». ومع ذلك، فإن نحو 10% من الجمهور يعتبر اللقاحات غير آمنة أو غير ضرورية، ويرفضون التطعيم – تهديد صحي عالمي يسمى التردد بأخذ اللقاح – ما يفاقم من خطر تناثر فيروسات إضافية الذي قد يؤدي إلى تفشي مرض كوفيد-19. وفي منتصف عام 2020، أوضحت التقديرات من استطلاعين اثنين أن 67% أو 80% من الأشخاص في الولايات المتحدة سيقبلون أخذ لقاحًا جديدًا ضد مرض كوفيد-19، مع تفاوت كبير بين مستويات التعليم، وحالة التوظيف، والعِرق، والموقع الجغرافي.

### الحرص على السلامة البيولوجية
تشير الأبحاث المبكرة لتقييم فعالية اللقاح باستخدام نماذج حيوانية خاصة بفيروس كوفيد-19، مثل الفئران المعدلة وراثيًا باستخدام الإنزيم المحول للأنجيوتنسين-2، والحيوانات المختبرية الأخرى، والرئيسيات غير البشرية، إلى الحاجة إلى تدابير احتواء من المستوى 3 للسلامة البيولوجية للتعامل مع الفيروسات الحية، والتنسيق الدولي لضمان إجراءات السلامة المعيارية.

### استعزاز معتمد على الجسم المضاد
رغم أن جودة وكمية إنتاج الأجسام المضادة بواسطة لقاح محتمل تهدف إلى منع عدوى كوفيد-19، فاللقاح قد يكون ذا تأثير عكسي غير مقصود من خلال التسبب في ظاهرة الاستعزاز المعتمد على الجسم المضاد (إيه دي إي)، التي تزيد من ارتباط الفيروس بالخلايا المستهدفة وقد تؤدي إلى عاصفة سيتوكينية عندما يُصاب الشخص بالفيروس بعد التطعيم. إن آلية اللقاح (على سبيل المثال، لقاح الناقل الفيروسي، أو لقاح البروتين إس أو لقاح وحدات البروتينات الفرعية)، وجرعة اللقاح، وتوقيت التطعيمات المتكررة لاحتمال تكرار الإصابة بكوفيد-19 والعمر المتقدم، جميعها عوامل تحدد مخاطر ومدى الإصابة بظاهرة إيه دي إي. إن استجابة الجسم المضاد للقاح متغيرة تبعًا لتقنيات تطوير اللقاح، والدقة في آليته، واختيار سبيل إعطائه (حقن عضلي، حقنة تحت الجلد، فموي، أنفي).

### الفعالية
إن فاعلية اللقاح الجديد مرهونة بفعالية التلقيح ومدى نجاعتها. تحقيق فعالية تطعيم أقل من 60% قد يؤدي إلى الإخفاق في خلق مناعة القطيع. إن العوامل الحاسمة المتعلقة بالمضيف («الشخص المتلقي للقاح») والتي تجعل الشخص عرضة للإصابة كالعوامل الوراثة والحالة الصحية (الأمراض المستبطنة، والتغذية، والحمل، وفرط التحسس أو الحساسية)، والأهلية المناعية، والعمر، والأثر الاقتصادي أو البيئة الثقافية يمكن أن تشكل عوامل أولية أو ثانوية تؤثر على شدة الإصابة والاستجابة للقاح. كبار السن (فوق سن 60)، والأشخاص الذين يعانون من فرط التحسس نمط أول أو السُمنة لديهم قابلية أقل لتوليد المناعة، الأمر الذي يمنع أو يثبط فعالية اللقاح، وربما يتطلب الأمر تقنيات لقاح منفصلة لهذه المجموعات المحددة أو التطعيمات المعززة المتكررة للحد من انتقال الفيروس. وعلاوة على ذلك، يمكن أن تغير طفرات الفيروس من هيكله المستهدف من قِبل اللقاح، وهكذا يغدو اللقاح غير فعال.

### إلحاق المشاركين في التجارب
يجب على مطوري اللقاحات استثمار الموارد على المستوى الدولي للعثور على عدد كافٍ من المشاركين في التجارب السريرية للمرحلة الثانية والثالثة بعدما أثبت الفيروس أنه «هدف متحرك» بمعدل انتشار متغير عبر البلدان وداخلها، وإرغام الشركات على التنافس على المشاركين في التجربة. وكمثال على ذلك في يونيو، أقامت شركة سينوفاك المطورة للقاح الصيني تحالفات في ماليزيا وكندا والمملكة المتحدة، والبرازيل في سياق خططها الرامية إلى توظيف مشاركين في التجارب وصنع جرعات كافية من اللقاحات لاحتمال إجراء دراسة المرحلة الثالثة في البرازيل حيث كان انتقال مرض كوفيد‑19 يتسارع خلال يونيو. ومع تزايد عزل جائحة كوفيد‑19 والسيطرة عليها داخل الصين، سعى مطورو اللقاحات الصينيون إلى إقامة علاقات دولية لإجراء دراسات إنسانية متقدمة في العديد من البلدان، الأمر الذي أدى إلى خلق منافسة للمشاركين في التجارب مع شركات مصنعة أخرى، فضلًا عن تجربة التضامن الدولي التي نظمتها منظمة الصحة العالمية. بالإضافة إلى المنافسة على توظيف المشاركين، قد يواجه منظمو التجارب السريرية أشخاصًا غير راغبين في التطعيم نتيجة ظاهرة التردد بأخذ اللقاح أو تكذيب علم اللقاح وقدرته على منع الإصابة.
قد يؤدي عدم وجود عدد كافٍ من الأعضاء المتمرسين بإدارة اللقاحات إلى إعاقة التجارب السريرية التي يجب أن تتغلب على مخاطر فشل التجربة، مثل تعيين المشاركين في المناطق الريفية أو المناطق الجغرافية المنخفضة الكثافة، واختلافات العمر أو العِرق أو الانتماء الإثني أو الحالات الطبية المستبطنة.

### التكلفة
طبقًا لأحد الخبراء فإن اللقاح الفعّال المضاد للفيروس كوفيد-19 من شأنه أن يوفر تريليونات الدولارات في الاقتصاد العالمي، ولذلك، سيبدو ثمنه المقدر بالمليارات ضئيلًا بالمقارنة مع حجم الخسائر. ليس معروفًا بعد إمكانية تطوير لقاح آمن وموثوق وميسور التكلفة لهذا الفيروس، ولم يُعرف بعد حجم تكلفة عملية تطوير اللقاح. من المحتمل استثمار مليارات الدولارات دون تحقيق أي نجاح.
نظمت المفوضية الأوروبية مؤتمرًا عبر الفيديو لزعماء العالم في 4 مايو 2020، جُمع خلاله 8 مليارات دولار أمريكي لتطوير لقاح كوفيد-19.
بعد إنتاج اللقاح، سوف يتطلب الأمر تصنيع وتوزيع المليارات من الجرعات في مختلف أنحاء العالم.  في أبريل 2020، قدرت مؤسسة غيتس أن تكاليف التصنيع والتوزيع قد تصل إلى 25 مليار دولار أميركي.

## دراسات التحدي المقترحة
يُجرى حاليًا النظر في إستراتيجيات للتتبع السريع لترخيص لقاح كوفيد-19، خاصة عن طريق اختصار المدة الطويلة عادةً لتجارب المرحلة الثانية والثالثة (من عدة سنوات إلى بضعة أشهر). طُبقت دراسات التحدي سابقًا على الأمراض الأقل فتكًا من كوفيد-19 مثل الأنفلونزا الشائعة وحمى التيفوئيد والكوليرا والملاريا. بعد إثبات سلامة وفعالية اللقاح المحتمل في حيوانات المختبر والبشر الأصحاء، يمكن تنفيذ دراسات التحدي الخاضعة للرقابة لتجاوز أبحاث المرحلة الثالثة النموذجية مما يسرع مسار ترخيص اللقاح.
تبدأ دراسات التحدي باختبار اللقاح المحتمل للتأثير المناعي والسلامة في وقت واحد لدى حيوانات المختبر والمتطوعين البالغين الأصحاء (100 متطوع أو أقل)، وهذا الأمر عادة ما يكون من خلال عملية متسلسلة تُطبق على الحيوانات أولًا. إذا كانت الاختبارات الأولية واعدة، فستستمر الدراسة من خلال التقدم السريع للجرعة الفعالة في تجربة واسعة النطاق من المرحلة الثانية إلى الثالثة في المتطوعين الذين لم يصابوا بالفيروس سابقًا واحتمال إصابتهم منخفض (مثل الشباب) والذين سيُعرضون للإصابة عمدًا فيما بعد لمقارنتهم بالمجموعة التي تأخذ العلاج الوهمي. بعد التحدي، يخضع المتطوعون للمراقبة عن كثب في العيادات التي تتوفر فيها جميع الموارد المطلوبة للطوارئ وإنقاذ الحياة إذا لزم الأمر. التطوع في دراسة التحدي الخاصة باللقاح خلال جائحة كوفيد-19 يشبه خدمة الطوارئ للموظفين المسؤولين عن تقديم الرعاية الصحية للمرضى المصابين بفيروس كوفيد-19 أو رجال الإطفاء أو المتبرعين بالأعضاء.
على الرغم من أن دراسات التحدي مشكوك فيها من الناحية الأخلاقية بسبب المخاطر غير المعروفة التي يتعرض لها المتطوعين من احتمال تعريضهم للاستعزاز المعتمد على الأجسام المضادة وما إذا كان اللقاح يتمتع بسلامة طويلة الأمد (من بين تحذيرات أخرى)، فقد تكون دراسات التحدي هي الخيار الوحيد لإنتاج لقاح فعال بسرعة سيقلل من الملايين من الوفيات المتوقعة في جميع أنحاء العالم والناتجة عن العدوى بفيروس كوفيد-19، وذلك وفقًا لبعض خبراء الأمراض المعدية.
وضعت منظمة الصحة العالمية وثيقة إرشادية بمعايير إجراء دراسات تحدي كوفيد-19 على الأشخاص الأصحاء، بما في ذلك التقييم العلمي والأخلاقي والاستشارة العامة والتنسيق واختيار المشاركين والموافقة المستنيرة والرصد من قبل خبراء مستقلين.

## الترخيص
يُرخّص اللقاح بعد الاختتام الناجح لبرنامج التجارب السريرية من خلال المراحل الأولى والثالثة لإثبات السلامة والمناعة بجرعة محددة والفعالية في منع العدوى في المجموعات السكانية المستهدفة والتأثير الوقائي الدائم. كجزء من الترخيص متعدد الجنسيات للقاح، طور خبراء لجنة المقاييس البيولوجية لمنظمة الصحة العالمية مبادئ توجيهية للمعايير الدولية لتصنيع اللقاحات ومراقبة الجودة، وهي عملية تهدف إلى أن تكون بمثابة منصة للوكالات التنظيمية الوطنية للتقدم بطلب للحصول على عملية الترخيص الخاصة بها.
لا يتلقى مصنعو اللقاحات الترخيص إلى أن تثبت الحزمة السريرية الكاملة أن اللقاح آمن وفعال على المدى الطويل، بعد المراجعة العلمية من قبل منظمة تنظيمية وطنية أو متعددة الجنسيات، مثل وكالة الأدوية الأوروبية أو إدارة الغذاء والدواء الأمريكية.
عند اعتماد الدول النامية للمبادئ التوجيهية لمنظمة الصحة العالمية لتطوير اللقاحات وترخيصها، فإن كل دولة لديها مسؤوليتها الخاصة في إصدار ترخيص وطني وإدارة ونشر ومراقبة اللقاح خلال استخدامه.
بناء الثقة باللقاح المرخص وقبوله بين السكان هي مهمة تواصل من قبل الحكومات والعاملين في الرعاية الصحية لضمان استمرار حملة التلقيح بسلاسة وإنقاذ الأرواح وتمكين الانتعاش الاقتصادي. عندما يُرخص اللقاح، سيكون ضمن كميات محدودة مبدئيًا بسبب العوامل اللوجستية وعوامل التصنيع والتوزيع المتغيرة، مما يتطلب خطة تخصيص للإمداد المحدود وأي شرائح سكانية يجب إعطاءها الأولوية لتلقي اللقاح.

### منظمة الصحة العالمية
تتطلب اللقاحات المطورة للتوزيع متعدد الجنسيات عبر منظمة الأمم المتحدة للطفولة (اليونيسف) تأهيل مسبق من منظمة الصحة العالمية لضمان المعايير الدولية للجودة والسلامة والتمنيع والفعالية لاعتمادها من قبل العديد من البلدان.
تتطلب العملية اتساق التصنيع في المختبرات المتعاقدة مع منظمة الصحة العالمية وفقًا لممارسات التصنيع الجيد. عندما تشارك وكالات الأمم المتحدة في ترخيص اللقاح، تتعاون الدول الفردية من خلال 1) إصدار تصريح تسويق وترخيص وطني للقاح ومصنعيه وشركاء التوزيع 2) إجراء مراقبة ما بعد التسويق، بما في ذلك سجلات الأحداث السلبية بعد برنامج التلقيح. تعمل منظمة الصحة العالمية مع الوكالات الوطنية لمراقبة عمليات التفتيش على مرافق التصنيع والموزعين للامتثال لممارسات التصنيع الجيد والرقابة التنظيمية.
تختار بعض البلدان شراء لقاحات مرخصة من قبل المنظمات الوطنية ذات السمعة الجيدة مثل وكالة الأدوية الأوروبية أو إدارة الغذاء والدواء الأمريكية أو الوكالات الوطنية في الدول الغنية الأخرى، لكن المشتريات من هذا النوع عادةً ما تكون أكثر تكلفة وقد لا تتمتع بموارد توزيعية ملائمة للظروف المحلية في البلدان النامية.

### أوروبا
في الاتحاد الأوروبي، تُرخص لقاحات العوامل الممرضة الوبائية مثل، الإنفلونزا الوبائية، إما على مستوى القارة إذ تنصاع جميع الدول الأعضاء («المركزية») أو لبعض الدول الأعضاء فقط («اللامركزية») أو على المستوى الوطني الفردي. بشكل عام، تتبع جميع دول الاتحاد الأوروبي التوجيهات التنظيمية والبرامج السريرية التي تحددها اللجنة الأوروبية للمنتجات الطبية ذات الاستخدام البشري (سي إتش إم بّي) وهي لجنة علمية ضمن الوكالة الأوروبية للأدوية مسؤولة عن ترخيص اللقاحات. يدعم هذه اللجنة مجموعات عدة من الخبراء الذين يقومون بتقييم ومراقبة تقدم اللقاح قبل وبعد الترخيص والتوزيع.

### الولايات المتحدة الأمريكية
بالنسبة لإدارة الغذاء والدواء، فإن عملية إثبات سلامة اللقاح وفعاليته السريرية مشابهة لما هي عليه بالنسبة لعملية التصديق على الأدوية الموصوفة. في حال النجاح خلال مراحل التطوير السريري، فإن عملية ترخيص اللقاح يتبعها طلب ترخيص بيولوجي يجب أن يقدم لفريق مراجعة علمي (من مختلف التخصصات، مثل الأطباء والإحصائيين وعلماء الأحياء الدقيقة والكيميائيين) توثيق شامل حول تمتع اللقاح المرشح بالسلامة والفعالية خلال عملية تطويره كاملةً. خلال هذه المرحلة أيضًا، يُفحص مرفق التصنيع المقترح من قبل مراجعين خبراء لضمان التقيد بالممارسات التصنيعية الجيدة. ويجب أن يحتوي الملصق الخارجي على توصيف متوافق لتمكين مقدمي الرعاية الصحية من تعريف الاستخدام المحدد للقاح بما في ذلك مخاطره المحتملة، والتواصل مع الجمهور وتقديم اللقاح لهم.
اعتبارًا من أغسطس 2020 في الولايات المتحدة، لا توجد إستراتيجية وطنية لكيفية إعطاء اللقاح الناجح الأولوية أخلاقيًا أو توزيعه على شرائح السكان المعرضين للخطر، مثل الأشخاص المشردين والسجناء وكبار السن.
بعد الترخيص، تستمر مراقبة اللقاح وإنتاجه، بما في ذلك عمليات التفتيش الدورية لضمان الامتثال لممارسات التصنيع الجيدة، طالما أن الشركة المصنعة تحتفظ بترخيصها، والتي قد تشتمل على الإرسال المستمر للاختبارات التي تضمن سلامة وفعالية ونقاوة اللقاح إلى إدارة الغذاء والدواء خلال كل خطوة من تصنيعه.

### ترخيص الاستخدام الطارئ
في بداية جائحة كوفيد-19 عام 2020، أصدرت منظمة الصحة العالمية دليلًا إرشاديًا على شكل قائمة باللقاحات المرخصة للاستخدام الطارئ، وهي عملية استخدمت خلال جائحة وباء الإيبولا 2013-16. تطلبت تصنيع لقاح مرشح طُور لحالات الطوارئ المهددة للحياة مع الامتثال لممارسات التصنيع الجيد وأن يُطور وفقًا لإجراءات منظمة الصحة العالمية للتأهيل الأولي.
حتى مع تطوير لقاحات جديدة خلال جائحة كوفيد-19، يتطلب ترخيص اللقاح المرشح تقديم ملف كامل من المعلومات حول التطوير وجودة التصنيع. في الاتحاد الأوروبي، قد تستخدم الشركات عملية مراجعة مستمرة، توفر البيانات عندما تصبح متاحة خلال تجارب المرحلة الثالثة، بدلًا من تطوير التوثيق الكامل على مدى شهور أو سنوات في نهاية البحث السريري كما هو الحال.
تسمح هذه العملية المستمرة لمجلس المنتجات الطبية ذات الاستخدام البشري الأوروبي بتقييم البيانات السريرية في الوقت الفعلي، مما يتيح الموافقة على لقاح واعد مرشح خلال فترة زمنية قصيرة من قبل الوكالة الأوروبية.
في الولايات المتحدة، قد تمنح إدارة الغذاء والدواء الأمريكية ترخيص الاستخدام الطارئ للقاح كوفيد-19 الواعد قبل أن يتوفر دليل كامل حول سلامته وفعاليته، ولكن انتقدت هذه العملية المتسارعة بسبب إساءة استخدامها سياسيًا وإمكانية خفض المعايير وزيادة الآراء المعادية للقاحات بين سكان الولايات المتحدة خلال عام 2020.

### مراقبة ما بعد التسويق
تبقى الآثار الضارة المحتملة للقاح غير معروفة إلى أن يُستخدم اللقاح من قبل عامة السكان، مما يفرض على الشركة المصنعة إجراء دراسات المرحلة الرابعة للقاح من خلال المراقبة خلال استخدامه على نطاق واسع من قبل السكان. تعمل منظمة الصحة العالمية مع الدول الأعضاء في الأمم المتحدة لتنفيذ مراقبة ما بعد الترخيص. تعتمد إدارة الغذاء والدواء الأمريكية على نظام الإبلاغ عن الآثار الضارة لمراقبة سلامة اللقاح خلال استخدامه من قبل السكان الأمريكيين.

## الشائعات والمعلومات المضللة
روّجت منشورات على وسائل التواصل الاجتماعي لنظرية مؤامرة تدعي أن الفيروس المسؤول عن كوفيد-19 معروف بالفعل، وأن لقاح الفيروس متوافر أيضًا، في حين أنه لا يوجد أي لقاح له على أرض الواقع. تستخدم العديد من منشورات وسائل التواصل الاجتماعي براءات اختراع موجودة سابقًا لتثبت صحة نظريتها، إذ تتعلق براءات الاختراع هذه بالتسلسل الجيني ولقاحات سلالات أخرى من فيروس كورونا مثل فيروس كورونا المرتبط بالمتلازمة التنفسية الحادة الشديدة.